# 尤納爾加島
尤納爾加島是美國的島嶼，位於卡瓦爾加島以西15公里的太平洋海域，屬於德拉羅夫群島的一部分，由阿拉斯加州負責管轄，直徑約1英里，島上無人居住。